# 내셔널 극장
내셔널 극장(일본어: ナショナル劇場)은 TBS 텔레비전 계열에서 매주 월요일의 드라마이다.제공은 틀:파나소닉이었다.

## 작품 소개
- 《7명의 손자》 (제1시리즈)
- 《강가에서》
- 《쓰리 쿠션》
- 《선인장》
- 《빛나는 바다》
- 《7명의 손자》 (제2시리즈)
- 《토모다치》
- 《청춘괴담》
- 《톳포 지조 인 재팬》
- 《전국태평기 사나다 유키무라》
- 《딸들은 지금》
- 《아빠의 청춘》
- 《아지랑이》
- 《청춘을 우리에게》
- 《금혼식》
- 《네에 지금》
- 《아고주로 포물장》
- 《나와 그녀》
- 《도칸과 한방!》
- 《안녕하세요! 미풍씨》
- 《S·H는 사랑의 이니셜》
- 《미토 고몬》제1-38부
- 《오오오 에치젠》제1-28부
- 《에도를 벤다 아즈사 우콘 은밀장》
- 《날고! 히라가 겐나이》
- 《미토 고몬 외전 아지랑이 둔갑술조》
- 《남정봉행 사건첩 분노하라! 큐마》
- 《오에도를 걸!》
- 《여기 제3 사회부》
- 《여기 혼이케가미 서》 (제1-5시리즈)
- 《특명! 형사 돈가메》
- 《아사쿠사 후쿠마루 여관》 (제1-2시리즈)
- 《앙도넛》